# 鐵路事故列表
鐵路事故列表，分年列舉全球各地的鐵路事故。

## 1880年之前

### 1830年代
- 1830年9月15日  – 英格蘭：威廉·赫斯基森成為歷史上首位在鐵路事故中喪生的乘客。在利物浦-曼彻斯特铁路启用时，他被史蒂芬生火箭號碾压致死。
- 1830年12月  – 美國馬里蘭州：在巴爾的摩-俄亥俄鐵路上，一位駕駛從一列以馬匹拖拉的擁擠車廂上跌落，不幸命喪輪下，成為美國歷史上首例的鐵路死亡事故。
- 1831年6月17日  – 美国南卡罗莱纳州查尔斯顿：由于查尔斯顿挚友号的压力安全阀被一位火車執勤人員拴住，锅炉发生爆炸，造成執勤人員的伤亡。該事故列車為南加州運河與鐵路公司的第一輛火車頭。
- 1832年7月25日  – 美国麻薩諸塞州昆西市：一根電纜線在花岗岩铁路的斜坡上突然折断，導致一位來自古巴的旅客喪生，另外3位觀光客受傷。
- 1833年11月11日  – 美国紐澤西州海茨敦：在紐澤西州史帕伍德（Spotwood）與海茨敦（Hightstown）之間的鄉村地區，紐澤西運河與鐵路聯合公司的一列客車由於軸承過熱，列车的輪軸斷裂，以每小時25英里的速度出軌，1節車廂翻覆，造成2死15傷。事故中一位倖存者是航运大亨科尼利厄斯·范德比爾特（Cornelius Vanderbilt），他後來变卖航运业务，成為紐約中央鐵路的首長，他當時2根肋骨断裂，肺臟穿刺，經過1個月的治療後才康復。客車中另一位未受傷乘客為美國總統約翰·昆西·亞當斯，隔天他繼續行程返回美國首府。
- 1837年8月11日  – 美国維吉尼亞州蘇福克市：首例導致乘客喪生的對撞事故，發生於靠近蘇福克（Suffolk）的普茲茅斯-洛亞諾克鐵路。一列載運木材的火車往東行駛，在下坡路段高速正面迎撞另一列來自維吉尼亞州普茲茅斯市的早班客運列車。13節馬車（Stagecoach）型式車廂的前三節遭到猛烈撞擊，知名的伊利家族有3個女兒在這次事故中喪生，火車上超過200位乘客受傷。事故發生時，他們正要從汽船旅行回程，在豪蘭（Howland）一件1840年出版的雕刻作品汽船災難和鐵路車禍描繪出撞擊當時的瞬間。
- 1838年8月7日  – 英格蘭：倫敦近郊哈羅自治市（Harrow-on-the-Hill）一處教區教堂院落紀念碑上的文字：為了紀念湯瑪斯·波特，斯塔福郡（Stafford）特倫特河畔柏頓（Burton upon Trent）約翰·波特的兒子，在這個小鎮附近被火車撞斷他的雙腿，他堅忍地承受二次截肢的手術，因為失血過多而喪生，享年33歲。

### 1840年代
- 1840年8月7日  – 英格蘭賀頓鐵路事故：鑄鐵件由無蓋貨車（Wagon）上掉落，導致客運車廂出軌，造成5位乘客喪生。
- 1841年12月24日  – 英格蘭Sonning（英语：Sonning）：一列从帕丁顿开往布里斯托尔的火车遇上了暴雨引起的泥石流，造成了8死17伤。这场事故的伤亡程度也引起了对快速列车客货混运这一惯例的质疑。
- 1842年5月8日  – 法國默東（凡爾賽）：在巴黎-圣日耳曼鐵路啟用典禮期間，一列回程火車在默東（Meudon）著火，導致火車頭的輪軸斷裂，造成列車出軌。55位乘客身陷客運車廂喪生，包括探險家朱·迪蒙·迪維爾（Jules Dumont d'Urville）。這件事故導致法國廢除當時將乘客反鎖於客運車廂內的一般慣例。這件事故是全球首例的鐵路大災難，通常稱為凡爾賽鐵路事故。
- 1844年11月21日  – 英格蘭諾丁罕比斯頓：濃霧中二列火車在英格蘭中部鐵路上對撞，2人傷重不治，約15~20人受傷。
- 1847年5月24日  – 英格蘭切斯特：由於橋樑的崩塌，一列由切斯特開往饒邦（Ruabon）的火車衝下36英尺深的迪河（River Dee），導致5位乘客喪生，多人受傷。迪河橋災難引發重新評估鐵路橋樑的鑄鐵使用。

### 1850年代
- 1855年3月12日 – 加拿大安大略省加鼎运河大桥火车事故：90名乘客从安大略省多伦多搭乘火车前往汉密尔顿。在接近目的地时，火车发生出轨，跨越加鼎运河的大桥因此而坍塌。70名乘客因受伤或溺水而身亡，随后在Cootes Paradise（英语：Cootes Paradise）里被发现。
- 1855年11月1日 – 美国密苏里州圣路易斯Gasconade Bridge train disaster：当超过600名乘客搭乘一列行驶在太平洋铁路上的火车，庆祝其落成时，密苏里州圣路易斯郊外的一座大桥发生坍塌，火车头带着13节车厢中的12节冲入Gasconade River，30多人遇难，数百人受重伤。

### 1860年代
- 1864年6月29日 – 加拿大魁北克省貝來爾：一列火车在一座摇晃的大桥前没能刹住而堕入了黎塞留河，99人死亡。这也被称为圣伊莱尔火车灾难.
- 1865年6月9日 – 英国Staplehurst（英语：Staplehurst）：10死49伤，幸存者中有查理·狄更斯.
- 1868年8月20日 – 威尔士阿伯盖莱火车灾难：客车撞上了失控的货车，货车上装载的石蜡发生爆炸，33人死亡，火车司机被严重烧伤。

### 1870年代
- 1874年9月10日 – 英国诺威奇（诺福克）：一列邮车和一列快车因为通信故障在一条单轨铁路上迎头相撞，25人死亡。这场事故直接导致了单轨铁路交通自动控制系统的引进。
- 1876年12月29日 – 美国俄亥俄州阿什塔比拉的阿什塔比拉河铁路灾难：肖尔湖—密歇根南方铁路第五号火车——太平洋特快列车撞上了阿什塔比尔大桥，11辆客车陷入火海。车上159人中，有92人死亡，64人受伤。
- 1879年12月28日 – 苏格兰：当一列火车通过泰鐵路橋时，大桥因为暴风雨而发生坍塌，75人死亡。威廉·托帕兹·麦戈纳格尔用史诗般的诗歌《The Tay Bridge Disater》记录下了这一重大事件。

## 1880－1950年

### 1880年代
- 1888年10月29日 – 俄羅斯帝國博爾基附近的波尔基铁路事故：載著沙皇亞歷山大三世和家人的皇家列車在博爾基車站附近出軌，造成23人死亡。
- 1889年6月12日 – 北爱尔兰阿马附近的阿马铁路灾难：蒸汽机车无力牵引一列车爬山，决定将列车分段，牵引前段先行；但后段列车的刹车失效，后溜下坡撞上随后的火车，88人死亡。此次事故促使英国國會通过了Regulation of Railways Act 1889, 以要求改进刹车和信号系统。

### 1890年代
- 1891年4月19日 – 美国俄亥俄州基普頓（英语：Kipton）：一列客车和一列货车在Kipton站东面发生相撞，8人死亡。这场事故是因为一名火车司机的手表停了并晚了四分钟而引起的，这也促使了美国铁路级计时表质量控制标准被采用。
- 1891年12月4日 – 美国康涅狄格州East Thompson：四列客车相撞。
- 1895年10月22日 – 法国巴黎蒙帕纳斯火车站：特快列车超出止衝擋，从窗户中冲向广场30余米后垂直落下。
- 1896年4月6日复活节星期一 – 威尔士兰贝里斯：在斯诺登峰铁路启用当天，1号火车头L.A.D.A.S.失控出轨，从一个陡坡上垂直落下并严重损毁。火车司机和消防队员及时跳车，车厢被防护装置拦住。一名乘客从行进的火车上跳下被卷入车轮，随后因伤势过重而去世。铁路随后被关闭超过一年，1897年4月19日重新开放。
- 1898年3月至12月  – 乌干达察沃食人事件：大約140名鐵路工人在建造橫跨察沃河的大橋時葬送獅口。

### 1900年代
- 1900年 – 美国华盛顿州喀斯喀特隧道附近的惠灵顿：一场雪崩将两列火车推下了悬崖，100多人因此而死亡。
- 1902年 – 德国法兰克福：严重的撞击止衝擋事故激发了Rawie系列能量吸收止衝擋的发展。
- 1903年8月 – 法国巴黎地铁火灾：巴黎地铁发生火灾，84人死亡。
- 1903年9月27日 – 美国弗吉尼亚州丹维尔Wreck of the Old 97：一列在南方铁路上向南行驶的客车在丹维尔的高架桥上出轨，11人遇难。
- 1906年6月30日 – 英国索尔兹伯里索尔兹伯里铁路事故：急速行驶的特快列车在一个急转弯处与一列牛奶车相撞，28人遇难（24名乘客和4名工作人员）。
- 1906年9月21日 – 加拿大安大略省纳帕尼：在安大略省纳帕尼一列Grand Trunk Railway上行驶的客车在一个叉道口撞上了一列停着的货车。火车司机在控制台前极力想让火车减速因此成了唯一的遇难者。后来火车乘客们树起了一座纪念碑，以表达他们对火车司机的尊重。
- 1907年9月15日 – 美国新罕布什尔州迦南：魁北克至波士顿事故，25人遇难，大量人员严重受伤。
- 1908年4月20日 – 澳大利亚维多利亚州桑夏恩火车相撞事故：隨後相撞意外，44人遇难，超过400人受伤。
- 1909年4月12日 – 美国印地安那州加里：一列在Chicago South Shore & South Bend Railroad上向西行进的火车错过了交汇点，与一列向东行进的火车迎头相撞。
- 1909年6月19日 – 美国印地安那州Shadyside：一列在Chicago South Shore & South Bend Railroad向东行进的火车错过了交汇点，与一列向西行进的火车迎头相撞。

### 1910年代
- 1910年12月24日 – 英格兰坎布里亚Hawes Junction rail crash：忙碌的信號員忘記主幹線上仍有兩輛等待調度的車頭卻切換信號另一列特快通過。
- 1915年5月22日 – 苏格兰Gretna GreenQuintinshill rail crash：四列火車包括一列軍車在苏格兰Gretna GreenQuintinshill相撞，因不合規範的調度操作導致軍列與主幹線中等待調度的車頭相撞，四散的殘骸使得隨後通過的列車出軌，并波及到附近一列貨車。
- 1917年12月12日 – 法国Midane：一列軍用火車在Mont Cenis隧道入口處出軌，543人死亡。
- 1918年6月22日 – 美国印地安那州哈蒙德：一列空載的軍車與一列停靠馬戲團列車相撞。86人死亡，127人受傷。
- 1918年7月9日 – 納什維爾鐵路列車相撞事故，美國田納西州纳什维尔：兩列Nashville, Chattanooga and St. Louis Railroad火車相撞。101人死亡，171人受傷。美國歷史上死傷最嚴重的鐵路事故。
- 1918年11月1日 – 馬爾本街事故（英语：Malbone Street Wreck），布魯克林捷運公司（英语：Brooklyn Rapid Transit Company）（BRT）in 紐約市。 一名經驗淺、因Brotherhood of Locomotive Engineers的罷工而被迫駕駛火車的司機在駕駛一列火車時在隧道內急速轉彎出軌，97人死亡，超過100人受傷。
- 1910年代 – 澳大利亚新南威尔士州Exeter crossing loop collision因濃霧導致信號難以看清，使得一列郵件列車與一列調度中的貨車相撞。

### 1920年代
- 1928年6月4日 – 中华民国奉天省奉天市，皇姑屯事件。[1]

### 1930年代
- 1931年9月18日 – 中华民国辽宁省沈阳市，九一八事變。[2]
- 1939年12月22日 – 德國根廷：D180列車跟上一班由柏林開往科隆、載滿乘客和延誤了的D10列車相撞。278人死亡，453人受傷，是德國最嚴重的火車意外之一。

### 1940年代
- 1940年 – 英格兰Norton Fitzwarren train disaster：一名於四線鐵路上的列車司機誤讀信號，把火列車駛離鐵路範圍。
- 1942年12月27日 – 加拿大安大略省Almonte：一列延誤的載客列車被尾隨的軍車追上隨後相撞，造成36人死亡，超過200人受傷。
- 1943年6月4日 – Hyde railway accident，新西蘭：高速列車在彎位出軌，21人死亡，47人受傷。
- 1944年1月3日 – 莱昂 (西班牙)Torre del Bierzo tunnel意外中，超過500人死亡。
- 1944年2月 – Train collision near Breifoss between 霍爾 and 耶盧, 挪威, at the Bergensbanen line.25人死亡。
- 1944年3月3日 – 意大利巴尔瓦诺：一列戟貨列車於隧道內發生故障，造成超過500名非法搭客因一氧化碳而中毒身亡。
- 1944年7月6日 – Troop train crash near Jellico, Tennessee，美國:  一列戴客列車於一條狀況欠佳的路軌上因超速行走導致出軌意外，造成35人死亡，99人受傷。 all soldiers in 美国陆军 enroute to deployment.
- 1946年4月26日 – 美国伊利诺斯州內珀維爾：芝加哥、伯靈頓和昆西鐵路's Advance Flyer, stopped in the station, is rammed by the railroad's Exposition Flyer. 45人死亡，超過100人受傷。
- 1947年5月5日 – 澳大利亚昆士兰州Camp Mountain train disaster ：一列行駛Dayboro, Queensland線前往布里斯班西北的picnic train急速轉彎後出軌，16人死亡。
- 1947年9月1日 – 加拿大马尼托巴省Dugald：一列加拿大國家鐵路載客火車failed to take the siding and collided with the No. 4 Transcontinental that was standing on the main line，31人死亡。
- 1948年 – 美国加利福尼亚州洛杉矶：艾奇遜、托皮卡和聖塔菲鐵路's Super Chief crashes through a 止衝擋 at the end of track at 聯合車站 (洛杉磯); the locomotive comes to rest dangling above the street at the end of the tracks.
- 1949年10月22日  – 波兰Dwor：行駛格但斯克和华沙間的快速列車出軌，超過200死亡。

## 1950年-2000年

### 1950年代
- 1950年11月21日 – 加拿大不列颠哥伦比亚省Canoe River（英语：Canoe River）：一列載著前往韓國執勤軍隊的加拿大國鐵火車接收錯誤指令後與載客列車相撞，21人死亡，包括17名士兵。
- 1950年11月15日 – 挪威Hjuksebø（英语：Hjuksebø）：四個貨物車廂在轉軌時與其它車廂脫開，跟行駛Sørlandsbanen線的快速列車相撞，15人死亡。
- 1952年10月8日 – 英国Harrow and Wealdstone rail crash：三列火車相撞，112人死亡，340人受傷。
- 1953年1月15日 – 美国华盛顿特区：賓夕法尼亞州鐵路一列西行聯邦快車煞制系統失靈，火車在聯合車站撞向軌道盡頭之緩衝器並衝進站長的辦工室，沒有人死亡。
- 1953年12月19日 – 澳大利亚Sydenham Rail Disaster：一輛新南威爾鐵路電動載客列車跟前面的列車相撞，5人死亡，748人受傷。
- 1953年12月24日 – 捷克Sakvice train disaster：一輛快速列車的全體駕駛人員飲完數瓶酒後大睡，列車撞向前面車站的通勤列車，106人死亡。
- 1953年12月24日 – 新西兰Tangiwai disaster：一列來往威靈頓及奧克蘭晚間快速列車，駛經屬於Tangiwai Railway，橫跨Whangaehu River（英语：Whangaehu River）的鐵路橋時橋樑倒塌。橋墩在列車通過前被火山泥流冲擊而受損，151人死亡。
- 1955年1月23日 – 英格兰Sutton Coldfield train disaster：一輛載客列車轉彎時超速出軌，17人死亡。
- 1955年4月3日 – 墨西哥瓜达拉哈拉 (墨西哥)：一列火車跌進峽谷，300人死亡。
- 1955年8月22日 – 美国田纳西州Spring City（Spring City Train Disaster）：一輛校車無視平交道的停車訊號，遭途經的貨物列車撞擊，11人死亡，39人受傷，死者全為學童。
- 1956年1月22日 – 美国加利福尼亚州洛杉矶：艾奇遜、托皮卡和聖塔菲鐵路之聖地牙哥號載客列車在洛杉矶聯合火車總站外出軌，電台報道意外後，很多醫生、護士和觀光客前往。
- 1957年3月15日 – 芬兰Kuurila：以蒸氣推動的晚上載客列車跟DMU快速列車相撞，26人死亡，60人受傷，是國家在和平時期最嚴重的火車意外。
- 1957年9月29日 – 巴基斯坦蒙哥马利： 一列特快列車撞向一輛運油列車，250人死亡。
- 1957年12月6日 - 英格兰Lewisham train crash：一列蒸氣火車在大霧中通過紅色信號，撞向電動火車。碰撞也破壞鐵路橋樑的一個支柱，造成部分大橋倒塌，90人死亡。
- 1958年9月 – 德国柯尼希斯温特Drachenfels Railway：一列齒軌鐵路列車出軌，17人死亡。
- 1959年7月22日 – 中华人民共和国，从沈阳站开往北京站的12次直通旅客快车在辽宁省绥中县前卫镇遭洪水包围遇险受阻，洪水淹没车轮。在列车临时党支部的带领下，列车向高地撤退。此后3个昼夜，列车断粮断水，乘务员在水中打捞粮食充饥，直到地面救援人员发现。7月25日，列车安全返回沈阳站。在此过程中，列车不仅保护了全车612名旅客的生命安全，还接纳营救了350余名沿途受灾群众。8月13日，铁道部授予12次列车英雄列车的称号。[3][4]

### 1960年代
- 1960年11月16日 – 捷克（Stéblová train disaster）：兩輛列車迎頭相撞，造成118人死亡，110人受傷。
- 1961年3月25日 - 中华人民共和国河北省唐山市，安东站开往北京站的28次特快列车和2366次货运列车在津山铁路开平站至唐山站之间发生追尾事故，造成1人死亡，18人受伤[5]。
- 1962年1月8日 – 荷兰历史上最严重的交通事故（Harmelen train disaster）:：一名載客列車的司機在大霧中錯過了一個警告信號，駛過紅燈，跟另一載客列車接近迎頭相撞，93人死亡。
- 1962年5月3日 – 日本東京都三河島事故：一列貨物列車追撞前面出軌的通勤列車，隨後對向電車再衝撞。160人死亡、296人受傷。
- 1963年11月9日 – 日本横滨：兩列通勤列车在東海道本線与一列出軌的货物列车相撞，161人死亡，120人受傷。
- 1966年6月 – 挪威奥斯陆兩列火車在Grefsen相撞，一名司機死亡。
- 1966年10月 – 挪威兩列火車在Valebø相撞，一名司機死亡。
- 1967年7月6日 – 东德Langenweddingen（近馬德堡）：火車跟載有15,000公升輕汽油的貨車相撞，140人死亡，大部分是兒童。
- 1967年11月5日 - 英國Hither Green rail crash：一輛由海斯廷斯駛往查令十字車站的特快列車在Hither Green出軌，49人死亡，78人受傷。
- 1968年1月6日 – 英國Hixon rail crash: 一輛行駛曼徹斯特至倫敦之間的特快列車跟載有120噸變壓器的貨車在一個自動平交道相撞，11人死亡，27人嚴重受傷。
- 1969年7月 – 兩列運送鐵礦火車在挪威Ofotbanen線相撞，一名司機死亡，另一名受傷。
- 1969年 – 澳洲Violet Town railway disaster：兩列火車在一段沒有設置ATP的單線鐵路迎頭相撞，9人死亡。

### 1970年代
- 1970年2月1日 – 阿根廷布宜諾斯艾利斯：一輛快速列車撞向另一停下的火車，236人死亡。
- 1970年6月 –  挪威奧斯陸：一列由希恩開出的火車跟在Lysaker（英语：Lysaker）轉軌中的機車相撞，30人受傷。
- 1970年12月 – 挪威奧斯陸：一列載貨火車煞掣系統失靈，撞向奥斯陆中央车站站的月台，司機死亡。
- 1972年10月6日 – 墨西哥萨尔蒂约：載著朝聖者的火車出軌著火，208人死亡。
- 1975年2月4日 - 中华人民共和国辽宁省海城县，从大连站开往北京站的31次直通旅客快车在沈大铁路唐王山站经历海城大地震，所幸无人伤亡[6][7]。
- 1975年2月22日 – The Tretten Crash，Tretten（英语：Tretten），挪威：一列由奧斯陸開出的載客列車跟另一輛由特隆赫姆開出的快速列車相撞，27人死亡。
- 1975年2月28日 - 英國沼澤門地鐵撞車事故：一輛倫敦地下鐵列車無法停車，通過沼澤門站後撞向隧道盡頭，43人死亡。
- 1975年12月22日 – 挪威：一列由挪威博德開往特隆赫姆的日間列車出軌，司機死亡。
- 1976年4月21日 - 中華民國臺灣省彰化縣：一輛超載的彰化客運班車在大村鄉一處平交道與火車相撞，造成40人死亡，42人輕重傷。
- 1976年5月4日 – 荷蘭斯希丹附近：一列國際列車跟一列本地列車相撞，24人死亡，11人受傷。
- 1976年7月28日 - 中华人民共和国河北省唐山市，由齐齐哈尔站开往北京站的40次特快旅客列车运行至津山铁路唐坊站至胥各庄站间时，唐山大地震突然来袭，强烈震动和路基变形使正在行驶中的40次列车脱轨，造成一辆行李车颠覆、七辆客车脱轨，所幸没有人员伤亡，车上800多名旅客和47名乘务人员在荒野被困三天之后安全撤离[8]。
- 1976年7月28日 - 中华人民共和国天津市塘沽区，凌晨3时06分，锦州铁路局锦州铁路分局山海关机务段的NY7型0017号机车，牵引由济宁站开往三棵树站的117次直通旅客快车从天津站正点出发，凌晨3时42分，当列车以100千米/小时的速度运行至津山铁路北塘站至茶淀站间的下行线K201＋600处时，火车司机发现前方信号机灯柱正在摇晃，同时感到机车剧烈地左右摇晃，并看见前方东南方向地平线出现大面积蓝色闪光，立即意识到是地震光，判定地震即将来临，随即对列车施行紧急制动，在制动过程中唐山大地震发生，强烈震动和路基变形使得117次旅客列车脱轨，造成七辆客车脱轨，压坏钢筋混凝土轨枕370根，所幸当时车速经过紧急制动已经降至很低，担当列车乘务的济哈第五包乘组全体人员和全列车740余名旅客没有伤亡，全部获救[9][10][11]。
- 1976年7月28日 - 中华人民共和国河北省唐山市，锦州铁路局锦州铁路分局山海关机务段的东方红1型内燃机车，双机重联牵引由北京站开往大连站的129次直快旅客列车从北京站正点出发，凌晨3时41分，当列车以93千米/小时的速度运行至京山铁路古冶站前时，火车司机发现车头前方地平线突然出现大面积蓝色闪光，并在夜空中留下三朵蘑菇状烟雾，立即意识到这是地光，判定地震即将来临，随即对列车施行紧急制动，在制动过程中唐山大地震发生，所幸当时车速经过紧急制动已经降至很低，最终列车在一处被地震震断的铁路桥前100米处停了下来，没有造成人员伤亡，这也是129次直快旅客列车继1975年2月4日经历过海城大地震后第二次经历地震[12]。
- 1977年1月18日 – 澳洲Granville railway disaster：一列火車出軌，撞向橋墩，83人死亡。
- 1977年夏天 –  挪威摩城附近：一列行駛Nordlandsbanen線的載客列車出軌，司機死亡。
- 1978年2月22日 – 美國田納西州韋佛利罐車爆炸事故（英语：Waverly Tank Car Explosion）：兩個行駛在Louisville and Nashville Railroad，運載液化石油氣的車廂出軌，在引發猛烈爆炸。爆炸中15人死亡，56人受傷，多座位於Waverly商業區的建築物受破壞。
- 1978年12月16日 – 中华人民共和国河南省杨庄事故：西安至徐州的368次旅客列车因正、副司机打瞌睡，列车失去控制、没有停车，在陇海铁路杨庄站拦腰撞上正在通过的87次列车，造成324名旅客伤亡。
- 1979年10月22日 – 蘇格蘭Invergowrie rail crash：一列車開動後發生故障隨即停車，但信號顯示該區間可通行，導致後續列車撞上，5人死亡。
- 1979年11月10日 – 加拿大安大略密西沙加：裝載氯氣的車廂出軌造成致命濃煙和空氣污染，意外沒有導致傷亡，但超過250,000居民被撤離城市，是北美洲歷史上在和平時期最大規模的撤退行動。

### 1980年代
- 1980年7月25日 – 荷蘭Winsum：兩列火車在格羅寧根和Roodeschool之間相撞，9人死亡，21人受傷。
- 1980年8月1日 – 愛爾蘭科克Buttevant：一列火車以70英哩每小時的速度撞向都柏林-科克線上的岔線，18人死亡，62人受傷，是愛爾蘭史上最嚴重的交通意外。
- 1981年3月8日 – 中華民國新竹縣：北上1002次自強號列車，行經頭前溪南無柵欄的平交道時，遭闖越平交道的砂石車衝撞，列車煞車不及衝上頭前溪橋，遭撞擊後的橫向力量拉扯鐵橋上鐵軌造成位移斷裂，共五節車廂翻入河床，造成31人死亡，131人輕重傷。此事故後台鐵將電聯車駕駛端面均以鮮明的紅黃色塗裝之，並全面改善無遮斷器之平交道。
- 1981年6月6日 – 印度比哈爾邦：當時火車掉入巴格馬提河中，超過800人死亡。目前歷史上死亡人數第二多的火車事故。
- 1981年7月9日 – 中华人民共和国成昆铁路列车坠桥事故：大渡河上的利子依达铁路桥被泥石流冲断，北上的442次列车经司机紧急制动仍未能在桥面中断位置前停下，兩辆机车、13号行李车、12号邮政车及3辆客车车厢（9至11号）从桥坠下，其中机车及11至13号车坠入大渡河中，9号和10号车则掉在岸边，约200人死亡或失踪，铁路中断16天。
- 1982年5月28日 – 中华人民共和国辽宁省新民县，从济南站开往佳木斯站的193次直通旅客快车在沈山铁路兴隆店站上顛覆，造成牵引193次直通旅客快车的两台东方红1型内燃机车、7辆客车脱轨顛覆，当场死亡3人、重伤20人、轻伤127人；东方红1型内燃机车报废1台、大破1台；客车报废4辆、大破3辆、小破2辆、守车报废1辆，破坏线路600米、道岔两组、各种轨枕666根，报废电动转撤机3台、调车信号机3架，沈山铁路下行中断行车19小时45分，直接经济损失171万余元人民币[13][14][15]。
- 1983年11月6日 - 中华人民共和国江苏省南京市，上海铁路局南京机务段的ND2型内燃机车，牵引哈尔滨铁路局担当的三棵树站到上海站的155次旅客列车运行至南京站以东下行总出发信号机处，因雾天能见度低，看不见信号，司机停车辨认信号，此时，773次货物列车运行至下行第5进路信号机，司机在未看清信号的情况下，盲目越过该信号机，当继续运行至第6进路信号机时，看到该信号显示红灯，该机班却误认为是机车压上轨道电路后变更的红灯，便闯过红灯继续运行，与刚刚启动的155次旅客列车发生追尾冲突，造成773次货物列车的货运员1人死亡，155次旅客列车的旅客重伤1人、轻伤30人，中断运行5小时57分，下行正线中断84时19分。[16]
- 1984年5月14日 – 中华人民共和国辽宁省新民县，沈阳铁路局山海关机务段的东方红3型内燃机车牵引济南铁路局担当的济宁站开往三棵树站的117次直通旅客列车运行到沈山铁路方家站至大红旗站区间段时，7号车厢突然起火，并且很快波及6号和8号车厢，12时45分，列车实施紧急制动停车，随后当地的军队和平民百姓赶来火灾现场奋不顾身的救火，经过将近50分钟的扑救，117次直通旅客列车的大火终于被完全扑灭，此次事故造成6名乘客被烧死，22名乘客被烧伤，6号和7号车厢被烧报废，8号车厢被烧成小破，沈山铁路下行正线中断运行1小时14分钟，起火原因是该列车的旅客孙文江吸烟没有把烟头熄灭不慎点燃竹筐引起，构成一起旅客列车火灾重大事故[17]。
- 1984年11月25日 – 香港：早上08:50，一列由紅磡駛往上水的九廣鐵路電氣化火車（E45），到達上水站落客後，司機欲駛至中線路軌，以便調頭後再駛入南行月台載客。當列車在駛至路軌交匯處時，道岔未有將列車引入中線路軌，令列車駛入側線路軌。司機煞掣不及，撞斷一條電纜柱及撞毀止衝檔石壆，然後翻側，第1卡斷成兩截，第2卡車廂橫放壓著車頭。幸好當時乘客已經全部下車，而當時車上兩名工作人員包括司機和車長亦沒有受傷（當時編制分別設有司機和車長）。該組車（445除外）現已退役。
- 1986年2月8日 – 加拿大Dalehurst：維亞鐵路客運列車與加拿大國家鐵路公司貨運列車相撞，23人死亡。
- 1986年10月30日 – 美國印第安那州Gary
- 1987年1月4日 – 美國馬里蘭州Chase：一列美國鐵路公司火車與一列聯合鐵路貨運火車相撞後出軌，16人死亡。
- 1988年1月14日 – 美國賓夕法尼亞州湯普森鎮：聯合鐵路貨運列車UBT-506和TV-61迎頭相撞。
- 1988年1月24日1时22分 －中国昆明市至上海市80次列车在貴昆鐵路上颠覆，導致88人死亡，62人受傷，7节车厢报废，铁路交通中断44小时。
- 1988年3月24日 – 一列由ND2型柴油机车牵引、南京市开往杭州市的311次旅客列车，运行到沪杭铁路外环线（下行线）匡巷站时并没有停车。按行车计划，该列车本应在匡巷站停车，会让从长沙市开往上海的208次旅客列车。但是由于311次列车的两名司机严重违章失职，将接听车站紧急呼叫的无线列调电话关闭，又没有认真瞭望，导致列车冒进信号，挤坏道岔并冲入上行线，在下午2时19分与正要进站的208次旅客列车发生正面相撞，造成死亡29人、伤27人。
- 1988年6月4日，一列九廣鐵路－英段南行貨運列車在大學站以北出軌，列車服務因而暫停至第二天上午約10時40分恢復。期間九廣鐵路－英段服務中斷一整日。
- 1988年6月27日 – 巴黎里昂车站列车相撞事件：一位列車駕駛通知巴黎里昂車站站長列車失控。駕駛在嘗試減速無效後，便將乘客集中到列車的末端。駕駛通知車站站長後幾秒，列車撞上停在月台旁的一列擠滿乘客的通勤列車，造成56人死亡，是法國最慘重的鐵路意外。
- 1988年12月12日 – 英國倫敦Clapham Junction：35人死亡，超過100人受傷。
- 1989年6月4日 – 俄羅斯乌法铁路事故：鐵路線旁邊的輸氣管道爆炸，575人死亡，超過600人受傷。蘇聯歷史上最嚴重的鐵路事故。

### 1990年代

#### 1990年
- 1990年1月4日 – 一列拥擠的載客火車與另一列載貨火車在巴基斯坦信德省相撞，超過210人罹難。
- 1990年4月16日 – 兩列本地載客火車在挪威奧斯陸Lysaker（英语：Lysaker）相撞，5人死亡。
- 1990年6月6日 – Cowan（英语：Cowan）火車碰撞，澳洲新南威爾斯Cowan（英语：Cowan）：一列特別的載客火車不能駛上由霍克斯伯里河到Cowan的斜坡。

#### 1991年
- 1991年1月8日 – 英國倫敦: ：一列載客火車在坎農街站碰到緩衝器，造成1人死亡，542人受傷。
- 1991年1月18日 – 一列Raumabanen線載客火車在挪威Bjorli出軌，造成2人死亡。
- 1991年4月 – 信樂高原鐵道事故：日本滋賀縣甲賀郡信樂町發生擦撞事故，造成42人死亡。
- 1991年11月15日 - 中華民國臺灣省苗栗縣（造橋事故）：北上1006次自強號駕駛因ATS系統故障，又未注意緩行燈號超速，與南下準備進入山線134號誌站會車的1次莒光號列車相撞，造成30人死亡，112人輕重傷。
- 1991年12月18日 - 中华人民共和国黑龙江省庆安县 ：哈尔滨铁路局三棵树机务段的东方红3型内燃机车牵引由佳木斯站到济南站的194次直通旅客快车行驶到绥佳铁路石尹站到东津站区间段K26+500处时，机后第10号硬座车厢突然发生猛烈爆炸，造成3人死亡，4人重伤，8人轻伤，经警方查明，事故原因系鹤岗富力煤矿工人郭继昌因妻子背叛带女儿和情夫私奔，从而产生报复社会的念头，随即于1991年12月17日携带炸药离家出走，在12月18日登上194次直通旅客快车，最终在列车上引爆炸药，造成此次爆炸事故，郭继昌本人也在爆炸中当场死亡。[18]

#### 1992年
- 1992年10月11日 – 中华人民共和国辽宁省抚顺市，沈阳铁路局梅河口机务段的东风4C型4031号、4045号机车，重联牵引一列货物列车经由沈吉铁路运行，至接近石门岭站准备停车会让由天津站开往吉林站的285次旅客列车时，由于列车其中一个折角塞门被人关闭，列车制动失效。为避免列车相撞，货物列车进入石门岭的安全线后脱轨颠覆。事故造成机车乘务员4人死亡，中断行车10小时25分，两台东风4C型内燃机车报废，而285次旅客列车没有受到损失[19]。

#### 1993年
- 1993年1月18日 – 美國伊利諾州芝加哥：東行南岸線（NICTD）7號火車與西行12號火車相撞，造成7名人死亡。
- 1993年3月28日 – 南韓釜山廣域市：一列快車出軌，導致79人死亡。
- 1993年9月22日 – 1993年莫比爾火車出軌事故：一艘駁船在濃霧中進入錯誤河道，並撞上鐵路橋橋墩，造成鐵軌位移，使隨後經過的美鐵日落特快號出軌，造成47人死亡，為目前為止美國鐵路最嚴重的事故。
- 1993年10月3日 – 挪威奧斯陸Nordstrand：一列當地火車與調車用蒸汽機車相撞，導致5人死亡。

#### 1994年
- 1994年6月25日 – 蘇格蘭Greenock rail crash：一列火車撞向concrete blocks that were placed on the track by vandals，2人死亡。
- 1994年7月3日 - 中国福建省顺昌县：福州至武昌的290次列车在行至顺昌站时有乘客在列车内引爆，导致旅客死亡18人，重伤26人，轻伤65人。[20]
- 1994年8月4日 – 美國紐約州巴达维亚：美鐵“湖畔特快” 客運列車在時速75英哩（120.7公里）出軌，125名乘客和工作人員受傷。
- 1994年9月22日 – 損壞的煞制系統導致一列火車撞向Tolunda，安哥拉的峽谷，300人死亡。
- 1994年8月21日 – 美國印第安那州自由：貨運列車以時速55英哩撞向在私人車道的pickup truck，2人死亡，3人受傷。

#### 1995年
- 1995年8月20日 – 印度菲羅扎巴德，一列客運列車撞向因另一列停止的列車導致358人死亡。
- 1995年10月9日 – 美國亞利桑那州Palo Verde：列車出軌導致1人死亡，78人受傷。

#### 1996年
- 1996年1月14日 – 澳洲Hines Hill火車相撞。
- 1996年3月4日 – 美國威斯康星州Weyauwega：殘破的岔線組件導致一列運載液化石油氣和丙烷的Wisconsin Central火車出軌。Weyauwega因大火在長達18日中不斷燃燒。
- 1996年4月21日 – 載客火車因超速駛過低速岔線組件在芬蘭Jokela出軌，火車司機和3名乘客死亡，75人受傷。

#### 1997年
- 1997年 – 澳洲Beresfield（英语：Beresfield）火車意外：運煤火車與前面的運煤火車相撞，阻擋所有路軌，引致與其他火車相撞。
- 1997年4月29日 – 中国1997年京广铁路荣家湾站列车相撞事故：昆明至郑州的324次旅客列车在行至京广铁路荣家湾站时，与停在荣家湾站内4道的长沙-茶岭818次旅客列车发生追尾，造成126人死亡、230人受伤。
- 1997年8月28日凌晨，沈阳铁路局长春机务段的东风4B型内燃机车牵引哈尔滨站到徐州站的472次旅客列车运行至京哈铁路大屯站至范家屯站间K674+789m处时，与东风4C型7465号机车牵引的3312次货物列车发生追尾冲突，事故造成3312次货物列车机后36-44位货车脱轨，东风4B型内燃机车及机后2位宿营车脱轨，导致4人死亡，其中472次旅客列车的旅客2人，牵引472次旅客列车的东风4B型内燃机车司机2人，472次旅客列车的9名旅客受伤，东风4B型内燃机车中破1台，旅客列车报废2辆，中破1辆，货物列车报废7辆，中断行车11小时50分钟，事后调查表明，3312次货物列车的两名司机在驾驶途中打瞌睡，导致货物列车在上坡道因无人操作而向后溜逸，而且为了不被打扰，还擅自关闭了机车上安装的列车运行监控装置，直接导致列车的运行异常状况无法及时被上级部门获知，错过了避免事故发生的最佳时机，而后3312次货物列车与随后而来的472次旅客列车发生相撞，造成重大铁路事故。经法院审理，3312次货物列车的主司机被处以开除路籍并移交铁路司法机关追究刑事责任，3312次货物列车的副司机被处以开除路籍、留路察看2年的处分，作为事故的领导责任人，长春机务段段长和党委书记皆被处以行政撤职处分，长春机务段另有分管行车安全的副段长、车队长、指导司机等数人被处以从行政记过到行政撤职不等的处分，长春机务段全体干部职工扣发当年的安全奖金。[21][22]
- 1997年9月19日 – 英國倫敦紹索爾火車相撞：載客列車與貨運列車相撞，六人死亡。

#### 1998年
- 1998年3月6日 – 一列快車在芬蘭于韦斯屈莱的低速岔線上超速出軌，火車司機和9名乘客死亡，94人受傷。
- 1998年5月19日 – Robertson Derailment，澳洲新南威爾士Robertson. 一列運煤火車在大雨後垮掉的大橋上出軌，2名司機死亡。
- 1998年6月3日 – 德國艾雪德列車出軌事故：高速列車ICE出軌並撞上陸橋，101人死亡。
- 1998年6月18日 – 美國伊利諾州芝加哥：西行102號南岸線（NICTD）火車撞向一輛在十字路口停下的半掛車。

#### 1999年
- 1999年3月15日 – 波旁列車相撞事故, 美國伊利諾州波旁：一列由伊利諾州芝加哥開出的南行美國鐵路公司火車在十字路口與卡車相撞而出軌，11人死亡，超過100人受傷。
- 1999年8月2日 – 印度古瓦哈提：兩列快車迎頭相撞，超過285人死亡。
- 1999年8月18日 – 澳洲Zanthus列車相撞事故：
- 1999年10月5日 – 英國Ladbroke Grove列車相撞事故：兩列火車迎頭相撞，31人死亡，400人受傷。
- 1999年 – 澳洲新南威爾士，七人死亡。

## 2000年至今

### 2000年代

#### 2000年
- 2000年1月4日 – 挪威奥莫特：兩列客運列車在勒羅斯鐵路（英语：Røros line）相撞，19人死亡。
- 2000年2月6日 – 德國布呂爾：一列晚間快車在建築區域超速，在布呂爾車站（英语：Brühl station）出軌，9人死亡。
- 2000年3月8日 – 營團地下鐵日比谷線事故，日本東京都目黑区中目黑站：一列東京地下鐵日比谷線電車出軌，被旁邊路軌上的電車所撞，4人死亡，33人受傷。
- 2000年4月5日 –  挪威利勒斯特伦：一列貨運列車在斯托勒曼（英语：Strømmen）和利勒斯特伦之間失控，在利勒斯特伦站與貨運列車相撞，兩個載著丙烷的車卡著火，2000人疏散，但沒有任何傷亡。
- 2000年10月17日  – 英國Hatfield rail crash：部分路軌被一列客運列車砸碎，4人死亡，70人受傷。
- 2000年11月11日 – 2000年奧地利登山纜車大火：一列纜車在隧道中著火，155人死亡。

#### 2001年
- 2001年2月28日 – 英國北約克郡Selby：英國一位自用汽車驾驶於M62高速公路行驶時睡着，之後於一座橋梁和火車相撞，造成10人死亡，超過80人受傷。
- 2001年3月27日 – 比利時Pécrot：兩輛載客列車在同一軌道上相撞，造成8人死亡，12人受傷。
- 2001年11月15日 – 美國密西根州安德森維爾（底特律西北）：兩列加拿大國家鐵路的火車迎頭相撞。
- 2001年12月23日 – 美國紐約州羅契斯特：CSX運輸普通列車調車機因不正確車軔應用造成火車溜逸，在柯達公園行駛五英里後出軌，並毀壞許多建築。

#### 2002年
- 2002年1月18日 –  美國米諾, 北達科他州：加拿大太平洋鐵路一列車在 1:40 a.m C.S.T. 米諾西部的一個住宅區出軌，15個裝載無水氨的氣罐車卡有7個破裂洩漏，漏出超過200,000加侖無水氨，在低於攝氏零度的空氣中蒸發, 形成毒氣雲飄向 麥納特。1人死亡，多人需接受治療。
- 2002年2月20日 – 埃及Al Ayatt train disaster：一輛超載一倍的火車著火，373人死亡。
- 2002年4月14日下午，哈尔滨铁路局哈尔滨南机务段的韶山4型0618号机车，牵引长春北站至哈尔滨南站的22927次货物列车，运行至京哈铁路新陈山站至陶赖昭站间K119+900处分相绝缘断电标时，由于司机没有断开主断路器，使机车在带电情况下闯入无电区，造成受电弓与接触网放电，将接触网线与承力索烧断，致使后续菏泽站到哈尔滨站的1417次旅客列车将接触网刮断180米，造成供电网停电，构成接触网刮上列车险性事故。[23]
- 2002年5月1日 - 韓國：當地時間早上10時20分，一列由麗水世博會站（當時為麗水站）開出，原訂下午3時51分抵達首爾站的新村號162次列車，在同一趟行程中於3小時內分別發生3起死亡事故。第一宗意外於開車後26分鐘於栗村站附近的驪興平交道發生，一名81歲李姓女子死亡；第二宗意外於下午1時4分在參禮站內益玉川鐵橋發生，一名82歲姜姓女子死亡；第三宗意外於下午1時39分於咸悅站附近的龍城平交道發生，一名90歲具姓男子死亡。162次列車最終比表訂時間遲36分鐘抵達終點首爾站。由於同一列車在同一趟行程接連造成多人死亡的情況罕見又詭異，接報的鐵道廳在列車抵達首爾站後即時在月台舉行祭祀儀式。事後調查證實3名死者均因非法橫過平交道或非法入侵鐵路範圍，被高速行駛中的162次列車撞倒不治。
- 2002年5月2日 – 加拿大Firmdale：一列東行的加拿大國鐵列車撞上卡車，載有塑膠珠、苯、二羥基醇和己烷的卡車著火，接近200名當地居民緊急疏散。
- 2002年5月10日 – 英國倫敦北部，波特斯巴火车事故：一輛北行列車出軌，造成七死11傷，傷者包括鳳凰衛視女主播劉海若。
- 2002年6月24日 – 坦桑尼亞Igandu train disaster：一列載客火車溜後撞向尾隨載貨火車，接近300人死亡。

#### 2003年
- 2003年1月10日 - 中华人民共和国山东省滕州市，沈阳铁路局锦州客运段担当的阜新站到上海站的1227次列车，从京沪铁路滕州站发车时，突然有七名旅客食物中毒，其中一名旅客马某因抢救无效死亡，事故原因是1227次列车的餐车长把一袋亚硝酸钠误当成白糖交给出售牛奶的餐车服务员宿某，并告诉宿某白糖可以在配制牛奶时添加，随后宿某就把添加了亚硝酸钠的牛奶出售给旅客，从而造成事故的发生。1227次列车的餐车长和服务员宿某因涉嫌过失致死罪被处以开除路籍，移交司法机关追究刑事责任的处罚，沈阳铁路局锦州客运段段长、书记、分管副段长、车队长、书记、当班列车长、乘警长等也受到相应的行政处罚。[24]
- 2003年1月31日 – 澳洲新南威爾斯瀑布車站以南：一列火車急速轉彎後出軌，司機有可能是死於心臟病。
- 2003年2月18日 – 大韩民国大邱廣域市：一名患有精神病的男子金大漢在地鐵車廂內縱火，當起火的列車停靠在中央路站時，應變單位未能及時阻止對向列車進站，讓火勢蔓延至對向列車，同時因起火讓系統自動斷電，列車因而無法開啟車門，最後造成兩百多人死亡。此事故也讓南韓當局重新檢討地鐵列車在製造時，使用防火材質的必要性。
- 2003年3月1日 – 中華民國嘉義縣：阿里山林業鐵路火車煞車系統故障，火車掉進山谷，造成17死173傷。
- 2003年3月20日 – 荷蘭魯爾蒙德：一列荷蘭國鐵（Nederlandse Spoorwegen, NS）的載客列車跟貨運列車迎頭相撞，造成列車司機死亡，6名乘客嚴重受傷。
- 2003年6月20日 – 美国南加州：一輛載有木材的失控聯合太平洋鐵路貨運列車在洛杉磯商业市郊出軌，導致數間房屋損毀和天然氣管破裂。
- 2003年8月3日 – Romney, Hythe and Dymchurch Railway，一列火車在平交道與一輛私家車相撞，31歲的義務司機 [25] 死亡，有些火車乘客因受驚和輕傷需接受治療。私家車司機是懷孕的女性，因明顯地忽略或沒看到平交道的警告燈而被捕，她被以危險駕駛導致死亡的罪名起訴，但後來被控以較輕微的不小心駕駛罪名。

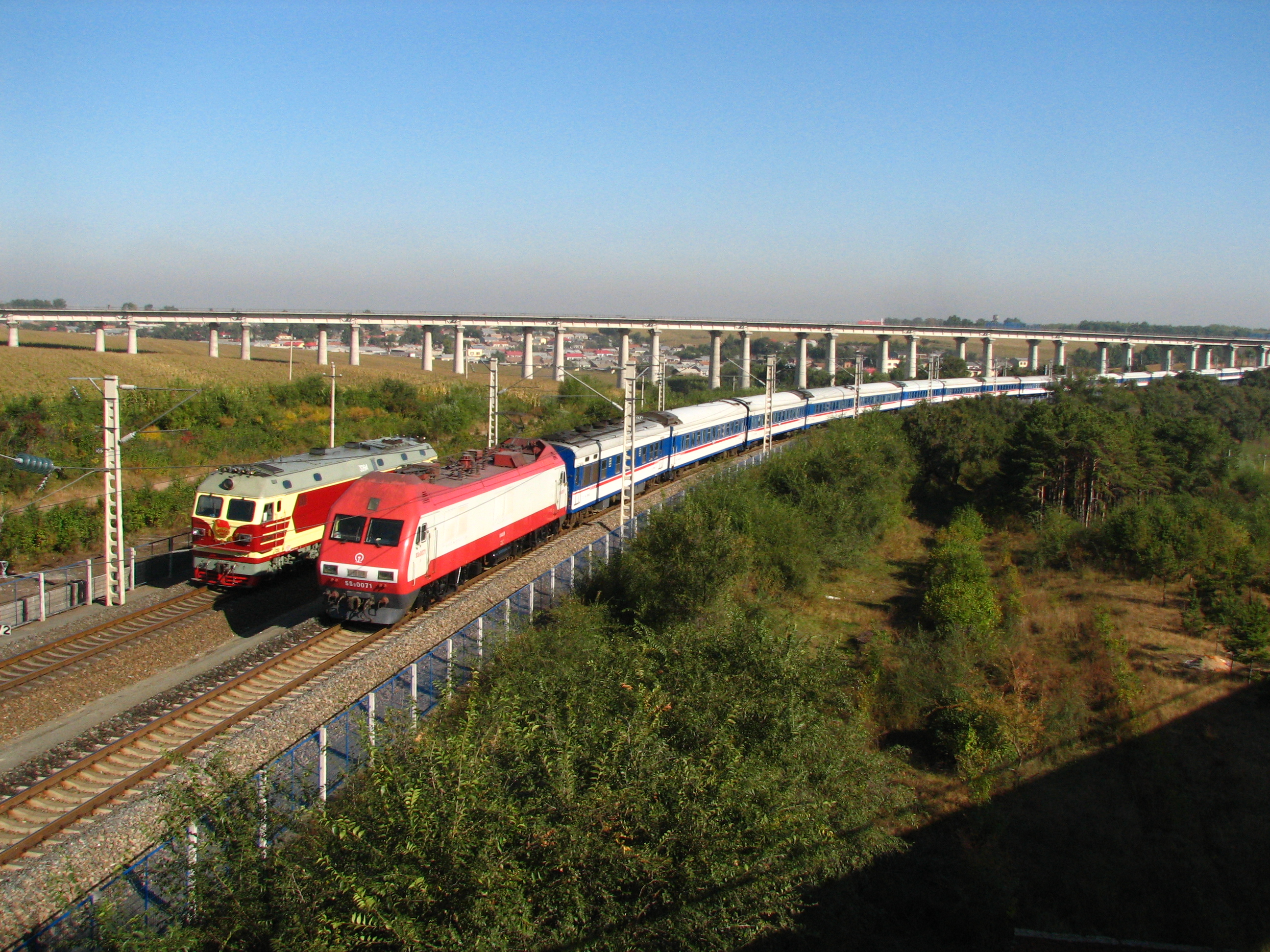
涉事的T184次列车在王岗站附近 (2007年)

- 涉事的T184次列车在王岗站附近 (2007年) 2003年8月5日 - 中华人民共和国黑龙江省双城市，哈尔滨站到汉口站的T184次列车在京哈铁路的五家站和安西站间与冲上铁路的两头奶牛相撞，事故造成两头奶牛当场死亡，不过没有造成人员伤亡[26]。

- 2003年10月14日 - 中華民國臺北縣：一輛滿載育林國中參加畢業旅行師生的遊覽車，行經鶯歌鎮東鶯平交道時，因平交道線形設計不良而遭前方拖板車堵住，遭台鐵南下電聯車猛烈撞擊，造成4死42傷。

#### 2004年
- 2004年2月18日 – 伊朗內沙布爾：一列火車出軌著火，數小時後爆炸，約300人死亡。
- 2004年4月22日 – 朝鲜民主主义人民共和国龙川火车站发生爆炸：爆炸導致超過50人死亡，逾1000人受傷。
- 2004年8月31日 - 中华人民共和国辽宁省开原市，韶山9型0003号机车牵引佳木斯站开往烟台站的1394次列车在经过京哈铁路中固站11号道岔处时，因为道岔处于反位状态，导致机后5，7位车厢各有一位台车脱轨，所幸无人伤亡[27][28]。
- 2004年10月23日 – 日本新潟縣：上越新干线出轨事故。一列上越新幹線火車因新潟中越地震出軌，這是第一次新幹線火車在運行時出軌。
- 2004年11月3日 – 美國華盛頓：一列地下火車剎車失靈，在Woodley Park-Zoo/Adams Morgan站跟另一列火車相撞，事件中20人受傷。
- 2004年11月6日 – 英國Ufton Nervet：一列高速列車以每小時100英哩的速度在平交道與停下的汽車相撞後出軌(明顯是企圖自殺)，造成5名乘客和兩名火車司機死亡，超過100人受傷。
- 2004年11月15日 – 澳洲昆士蘭州班德堡附近（Bundaburg Tilt Train Derailment）: 全球最快窄軌列車以時速108公里的高速出軌，無人死亡或重傷，發生原因仍不清楚。
- 2004年12月26日 – 斯里蘭卡塔尔沃塔海洋女王號火車意外：2004年印度洋大地震所引發的海嘯把整輛列車捲翻，造成約1700名乘客死亡，是人類鐵路史上死亡人數最多的事故。

#### 2005年
- 2005年1月6日 – 美國南卡羅來納州格拉尼特維爾（Graniteville）：一列載貨列車跟一列停泊的列車相撞，九人死亡。[29]
- 2005年1月12日 – 加拿大曼尼托巴聖約翰港（溫尼伯市郊）：一列CN載貨列車其中五個車卡出軌；由於卡車運載丙烷，居民緊急疏散。
- 2005年1月17日 – 泰國曼谷：兩列曼谷地鐵列車相撞，造成約140人受傷。
- 2005年1月26日 – 美國加州格倫代爾 (加利福尼亞州)：原本據說是由於某位汽車駕駛在平交道上嘗試駕車自殺失敗所導致的。一列南下方向的南加州都会铁道雙層通勤列車與一輛停在平交道上的汽車碰撞而出軌，出軌的車廂再和行駛於另一條主線軌道的一列北上方向Metrolink列車與另一列停車中的聯合太平洋鐵路貨物列車碰撞。 造成11人死亡，約100人受傷。
- 2005年4月14日 – 美國索倫斯普林斯（Solon Springs）：一列運送19輛汽車的聯合太平洋鐵路南下方向列車行經加拿大國家鐵路的苏必利尔 (威斯康星州)以南路段時，發生出軌事故並且造成索倫斯普林斯附近的森林火災。
- 2005年4月21日 – 印度瓦多達拉鐵路撞車（英语：Vadodara rail collision）：一列載貨列車和另一列載客快車相撞，造成十八人死亡。
- 2005年4月25日 – JR福知山線出軌事故，日本兵库县尼崎市：一列由寶塚駛往學研都市線的快速列車，因駕駛員欲追回誤點時刻而來不及在彎道上減速造成出軌，列車出軌後，第一節車廂衝入一座住宅大廈停車場。事故共造成107人死亡，555人受傷。由於第一車廂為女性專用車廂，因此死亡的107人中女性佔較為多數。
- 2005年4月26日 – 斯里蘭卡波勒格哈韋勒（Polgahawela）平交道口撞車：一輛巴士因闖越平交道而和列車相撞，造成車上至少35人死亡。
- 2005年5月3日 – 美國伊利諾州Galt（奎德市以東約50哩/80公里）：聯合太平洋鐵路的一列橫貫大陸鐵路幹線列車發生出軌事故，造成跨越Elkhorn Creek的一座140 呎 (43 米部)橋樑毀損並使該路線中斷。
- 2005年5月9日 –  印度比亚奥拉（Biaora）平交道口撞車: 8人死亡。
- 2005年6月20日  – 中华人民共和国广东省河源市，深圳站到沈阳北站的T186次列车在京九铁路白田站紧急停车，因为白田站前方20千米处的铁路线被洪水冲毁，无法通行，T186次列车在滞留将近一天后被迫返回深圳站待命，6月24日21点13分，T186次列车再次正点从深圳站出发，36小时25分后到达沈阳北站。[30]
- 2005年7月31日  – 中华人民共和国辽宁省沈阳市，從西安站開往长春站的K127次列車由於錯過京哈铁路的一個鐵路信號而與一列停靠在此的貨運列車隨後相撞，造成旅客列車的乘客至少有6人死亡。管理部門說此次事故的原因是由於一個鐵路信號被盜而發生。[31][32][33][34]。
- 2005年8月1日 – 基尔基斯, 希臘北部：一輛貨車因忽略平交道的警告號誌，與到來的一列希臘鐵路組織載客列車發生事故，造成該輛貨車駕駛員死亡，列車上職員受輕傷，而所有乘客無人受傷，轉乘巴士繼續行程。 [35]
- 2005年9月17日 – 一列芝加哥通勤鐵路的通勤列車在進入芝加哥時發生出軌事故，造成2人死亡，83人受傷。
- 2005年9月18日 – 英國北約克郡瑞靈頓（Rillington）：一名92歲老翁駕車行經一處鐵路平交道時，遭行經列車撞擊而死亡。[36]
- 2005年10月3日 – 印度中央邦: 因列車行駛速度超過規定速限的6倍，而造成列車出軌及16人死亡。[37]
- 2005年11月17日 - 中华人民共和国辽宁省锦州市，由北京站开往丹东站的K27次列车运行至秦沈客运专线锦州南站至盘锦北站区间时，因机后第2位空调发电车后部燃油炉间着火，使用灭火器灭火无效后，检车乘务长使用紧急制动阀停车，造成秦沈客运专线下行线759号～761号工作支接触网烧断，工、非支承力索及非支接触线烧伤；车厢损毁1辆；并未造成人员伤亡。至当日5时10分区间开通，中断下行线行车4小时20分，构成旅客列车火灾大事故。事故原因为发电车乘务员未按规定检查设备，使发电车燃油炉输油管漏泄无法及时处理，导致事故发生。[38]
- 2005年12月25日 — JR羽越本線出軌事故：日本当晚7点15分左右从秋田號列車开往新潟的特快列车稻穗14号在山形县庄内町的一座铁桥附近出轨，造成4人死亡及30多人受伤。

#### 2006年
- 2006年3月10日 - 中華民國花蓮市：五名施工人員因不知列車改變行駛軌道，遭南下自強號列車撞擊，5人全部罹難。
- 2006年3月17日 - 中華民國屏東：由臺東開往高雄的96次莒光號在南迴線內獅附近因鐵軌遭破壞而出軌，1名乘客罹難，機車頭R104及數節車廂報廢。
- 2006年9月22日 - 德國磁浮試驗線碰撞事故，德國林根市，一列磁浮列車在試驗時和撞上一列在軌道上的工程車，造成23人死亡。

#### 2007年
- 2007年3月23日-英國發生高速火車出軌意外事件，造成一名84歲的婦人死亡。初步研判可能是因為鐵軌的轉轍器故障所導致的。
- 2007年6月15日-中華民國的列車邊撞事件，發生在宜蘭縣頭城鎮大里車站南方。事發時，疑似因試運行電力機車之駕駛冒進號誌，由電力機車組的正面，撞上電聯車（區間車）側面，造成5死15傷。

- 2007年8月1日，剛果民主共和國，100人死亡、200人受傷[39][40]。
- 2007年12月10日14时30分，中华人民共和国北京市大兴区，京沪铁路黄土坡站到黄村站区间，某工区工长仝某，带领姚某，李某和张某进行桥下接触网设备测量和清雪作业，14时40分，张某在测量接触网参数时，被东风4D型内燃机车牵引的北京站到图们站的K215次列车撞飞，当场死亡。[41]

#### 2008年
- 2008年1月24日，广州东站到哈尔滨站的T238次列车在京广铁路湖南省、广东省境内遭遇中国南方雪灾，因为冰雪压塌电网，由电力机车牵引的列车无法前行，造成列车晚点73小时28分[42][43]。
- 2008年1月24日，广州站到长春站的T124次列车在京广铁路湖南省、广东省境内遭遇中国南方雪灾，因为冰雪压塌电网，由电力机车牵引的列车无法前行，造成列车晚点6天7夜[44][45][46]。
- 2008年4月28日，在中国山东省淄博市胶济铁路王村站附近发生的一起严重列车相撞事故。事故造成至少70人遇难，416人受伤，其中重伤70人，受伤旅客中有4名法国籍旅客。胶济铁路停运约22小时，于北京时间2008年4月29日凌晨2时16分恢复通车。

- 2008年12月6日13时57分，上海铁路局徐州机务段的东风7C型5046号机车，由徐州北站出库后准备前往辅助场进行调车作业时，由于司机不确认信号并连续越过两架关闭的调车信号机，在京沪铁路上行正线一道岔处与正在通过的徐州站至哈尔滨站的1470次列车发生侧面冲突，造成机车小破2台、车辆小破11辆，耽误1470次列车2小时26分钟，构成铁路交通一般B类事故[來源請求]。
- 2008年12月25日，中國D131次列车在河南鹤壁着火致京广线中断。[47]

#### 2009年
- 2009年6月29日，京广铁路湖南省郴州站站内K9017次客车与K9063次客车侧向相撞，致使K9063次机车脱轨，造成3人死亡，63人受伤。

- 2009年7月29日，由襄阳市开往湛江市的1473次旅客列车在运行至焦柳铁路柳州市境内古砦至寨隆间时，列车脱轨。事故造成4人死亡，11人重伤，23人轻伤。
- 2009年9月30日，中华人民共和国，中铁大桥局在津秦客运专线邻近津山铁路吊放钢筋笼施工中吊机倾斜导致钢筋笼侵入上行线，与北京铁路局天津机务段的东风4D型0243号机车牵引的阜新站到上海站的1230次列车发生刮碰，事故造成东风4D型0243号机车头部受损,机车乘务员在其前方100米左右采取了紧急停车措施但仍与其相撞，构成铁路一般C类事故[48]。
- 2009年11月24日，上海铁路局南京东机务段的东风4D型0467号机车，牵引南京开往南昌的K505次旅客列车经由宁铜铁路运行。凌晨零时36分，当列车运行至宁铜线八里湾至峨桥间K5+100处时，机车乘务员发现前方约100M处的有人监护道口有一重型农用卡车正自左向右抢越该道口，立即鸣笛并采取紧急停车措施，但停车不及与卡车尾部相撞，造成机车司机室右侧破损。机车后由南京东机务段修复。

### 2010年代

#### 2010年
- 2010年5月23日凌晨，由于连日降雨导致山体滑坡，由上海南开往桂林的K859次旅客列车在沪昆线江西省余江县与东乡县之间发生脱轨事故。事故造成19死71伤。

#### 2011年
- 2011年2月10日韓國時間13時左右，南韓韓國高速鐵道由釜山廣域市開往首爾的高鐵在首爾近郊的光明站附近脫軌。 [49]
- 2011年7月23日北京時間20時34分，一列從北京南站始發前往福州站的D301次動車與一列從杭州站始發前往福州南站的D3115次動車，兩車方向一致，行至在浙江省温州市方向雙嶼路段下嶴路，D3115疑遭到雷擊後失去動力停車，造成D301隨後相撞，追撞致D3115次動車第15同第16節，D301次動車第1到4節車廂脫軌。 [50] 截至28日10时，事故已造成40人遇难。 [51]

#### 2012年
- 2012年1月17日上午8時42分，一列由彰化田中開往花蓮的278次太魯閣號，在經過桃園埔心站前幸福水泥廠的平交道時，迎面撞上一輛闖越平交道的砂石車，造成太魯閣號列車前三節出軌，列車司機51歲的蔡崇輝經截肢搶救後仍於到院後不幸死亡殉職（页面存档备份，存于）。

- 2012年2月22日阿根廷布宜諾斯艾利斯一輛火車於進站時未能停止，火車撞上鐵軌末端的緩衝障礙物，導致機車與頭三節車廂相撞。事故造成49人死亡，超過600人受傷。

- 2012年8月3日，中华人民共和国河北省秦皇岛市，由北京铁路局天津机务段东风4D型3009号机车牵引的广州站到长春站的T121次列车运行至津山铁路的龙家营站和山海关站之间时，遭遇泥石流袭击，巨大的山洪将铁路护坡石冲毁后冲向线路将东风4D型3009号机车的油箱砸破造成漏油和机车脱轨，万幸事故没有人员伤亡，5时20分铁路恢复通车[48]。
- 2012年11月3日, 澳洲墨爾本, 發生一起嚴重的鐵路意外，一班載客列車、迎面撞上一輛滿載農作物的卡車，撞擊力道之大，連附近的工廠都可以感受得到，結果有三節車廂出軌翻覆，1人當場死亡，8人受傷。[52]

#### 2013年
- 2013年5月17日，輕鐵一列行走761P线拖卡列车（编号1112及1117）在天水围屏厦路发生意外，轻铁首节车厢出轨，77人受伤，其中四人伤势较为严重，大部份扭伤腰颈及头部、手脚撞伤。编号1112列车因损毁严重报废（現時該列車已改用新車架以作修復完成並已於2016年11月14日重投服務）。警方封锁现场调查，事发弯位超过45°，据悉，车长驶经该弯时曾急煞，疑导致尾卡推上来，令到扣住两卡的磨盘松脱，尾卡直撼前卡酿意外，碍于有乘客指当时车速颇快，而该弯位限速为每小时15公里，当局将取回列车黑盒，读取数据彻查有否超速，警方正调查是否涉及机件故障或有人为因素。
- 7月6日，在加拿大魁北克梅干提克湖鎮發生。一列由73架車卡組成的載貨火車在無人監控的情況下出軌，車上載有的原油隨之起火繼而爆炸，事故造成42人死亡，8人失蹤，鎮中心逾30座建築物被摧毀。
- 7月24日，一列從西班牙馬德里往聖地亞哥-德孔波斯特拉的Alvia客運列車，在進入聖地亞哥-德孔波斯特拉的車站之前發生出軌事故。
- 7月29日
  - 瑞士西部沃州地區發生火車對撞事故，一名司機喪生，另有超過40人受傷。
  - 哈萨克斯坦南部城市阿拉木圖二號火車站，一輛牽引機車與停靠在月台的列車相撞，造成五十餘人受傷，其中四人傷重。
- 8月31日上午7時26分，南迴線302次列車於屏東縣枋山鄉枋山一號隧道（枋野車站-枋山車站間）東口外遭受土石流衝擊。導致列車車廂脫軌分離10公尺，造成乘客17人受傷，其中4人為重傷。[53]
- 10月25日, 中國的兩輛火車在著名的青藏鐵路上相撞，導致1人喪生50多人受傷。一列空的客車駛上錯誤的軌道，在東格爾木站撞上了一列載有旅客的火車。[54]

#### 2014年
- 2014年2月23日，JR東日本一列E233系1000番台列車於川崎市川崎區的川崎站內，京濱東北線的北行往蒲田的回廠列車與一輛工程車輛相撞，第一輛クハE233-1077和第二輛サハE233-1277出軌，第一輛車完全翻倒，嚴重損壞了車頭及左邊車身，第二輛車也傾斜了45°。司機和車掌被救出，但均受輕傷。[55][56]
- 2014年5月12日，中华人民共和国辽宁省葫芦岛市，沈阳铁路局沈阳机务段的东风11型0066号机车，牵引由齐齐哈尔站开往北京站的T40次列车经由沈山铁路运行，当列车运行至塔山站时，因为人为破坏，造成东风11型0066号机车的车钩脱落致机车与车厢分离，构成客车分离一般C类事故[57]。

#### 2015年
- 11月6日晚間6時16分，臺灣鐵路管理局142次自強號在準備通過彰化縣二水鄉二水車站南的惠民路平交道時，撞上闖越平交道的貨櫃車，撞擊後導致貨櫃車車頭油箱破裂起火，造成9名旅客輕重傷，自強號車頭E1010與車廂40PPD2518 H、35PPT1024嚴重受損。

#### 2016年
- 6月4日，中午12點半左右，臺灣鐵路管理局651次莒光號行經富里~東竹段時，因軌道溫度過高及路線保養未確實使鋼軌挫曲，導致列車之第2~7車出軌傾斜，所幸車上旅客皆未受傷。

- 6月22日，下午2點47分，臺灣鐵路管理局307次自強號行經富源~大富段時，因路基鬆動導致第7~9車（DR3048+3094+3047）出軌，其中第8車（DR3094）與第9車(DR3047)側翻，導致2名旅客受到輕傷，事故編組DR3048+3094+3047受損嚴重報廢除籍。

- 7月7日，約晚上10時，臺灣鐵路管理局一列EMU500型電聯車（新竹開往基隆1258次區間車）進入松山車站月台前，行李架上之行李箱發生爆炸，該節車廂為第6車EP509，造成25名旅客受傷。[58]

#### 2017年
- 1月21日，印度一列車次18448的席哈克漢德列車（英语：Hirakhand express）由賈格達爾普爾駛往布巴內什瓦爾，在當地時間晚間11點[59]行經安得拉邦庫內魯時脫軌，造成41人死亡，68人受傷，當時列車上乘客約600人。[60]
- 2017年12月19日, 美國鐵路公司（Amtrak）的載客列車18日清晨在華盛頓州發生出軌事故，有乘客死亡、還有近100人受傷。Amtrak開始在從西雅圖和波特蘭之間的路線上，發生在華盛頓州杜邦市（DuPont）。在事故發生後數小時出軌的列車車廂仍卡在鐵道上，還有車廂翻落到州際公路、並懸吊在鐵路高架道上。華盛頓州巡警發言人波瓦（Brooke Bova）說，14節車廂中有13節脫軌，地面上有5輛轎車和2輛卡車受到波及，還有一些駕駛受傷但無人死亡。 位於華盛頓州塔科馬市（Tacoma）的方濟會健康（Franciscan Health）表示，有77人被送到當地醫院，另有20人則在麥迪根軍事醫療中心（Madigan Army Medical Center）接受治療。這列客車事發時載有78名乘客和5名工作人員，在事故發生後數小時出軌的列車車廂仍卡在鐵道上，還有車廂翻落到州際公路、並懸吊在鐵路高架道上。[61]

#### 2018年
- 10月21日16時50分，一列由樹林開往台東的6432次普悠瑪號自強號在宜蘭縣蘇澳鎮新馬車站因列車超速造成出軌，8節車廂中有4節車廂翻覆，造成18名乘客死亡，215名乘客受傷[62][63][64]。

#### 2019年
- 3月18日，約凌晨3時，港鐵公司於荃灣線為新訊號系統進行試車時，兩列回廠列車（A131/A218及A187/A112）於中環站行駛至兩條路軌的交匯時，懷疑信號失靈，列車上的ATS系統也沒有啟動，兩列列車均未及煞掣導致意外，當時車上沒有乘客，兩名男車長受輕傷，但列車因為損毀並且出軌，最終花費近兩日才成功移走列車至路軌。
- 7月25日，清晨5點，港鐵東鐵綫一列工程車完成例行路軌更換工程後，在駛至大學站以北的彎位路段時出軌，無人受傷；惟由於工程車正好在彎位出軌，港鐵工程人員聯同消防員要花費近9小時方能令出軌的工程車移返路軌並駛離現場。受事件影響，東鐵線一度只提供紅磡至火炭和大埔墟至羅湖及落馬洲的列車服務，引起大批乘客不滿。今次是港鐵年內第二次發生同類事故，與對上一宗出軌事故相隔只有四個多月。

- 9月5日，京急一列由青砥站開往三崎口站的快速特急（1137F），在神奈川新町站南端的一處平交道與貨車相撞，列車的第一節車廂(1137)因而傾側，後面的兩節車廂（1138及1139）亦出軌，造成1死34人受傷，死者為貨車司機。

- 9月17日，早上大約8時30分，港鐵東鐵綫一列由落馬洲站開往紅磡站的列車（E81/E21，車序31）於進入紅磡站1號月台時發生意外，列車的第4至6卡（車廂編號分別為613、213及513）出軌，當中第4卡及第5卡之間更斷開橫跨在東鐵線及西鐵線的路軌上，第4卡正中央的車門飛脫；一個在西鐵綫路軌的止衝擋亦被波及並且損毀。事故造成8人受傷，當中有5人要送到醫院接受治療；東鐵綫及西鐵綫服務因而受阻，另外由於軌道電路受損，西鐵綫列車在紅磡站一度只能使用3號月台上落客。今次是港鐵年內第三次發生同類事故，亦是東鐵綫第二宗同類事故，更是首宗涉及已載客列車的出軌事故；與7月25日當日比較，這次列車的出軌情況明顯嚴重。
- 10月31日，巴基斯坦一列火车在利亚格特布尔附近起火，导致73人死亡。火灾是由一名乘客携带的煤气罐爆炸引发的[65]。

### 2020年代

#### 2020年
- 2月6日，意大利高速鐵路一輛ETR 1000型列車於意大利北部城市洛迪附近出軌，有兩人死亡。事件發生於當地05:30，離開米蘭約40公里（25英里）的軌道。 列車撞上了軌道上的貨車，然後撞入建築物，並與火車的其餘車卡分開。第一卡列車反轉了。事件中，兩名司機於事件中喪生。[66]
- 3月30日，京廣鐵路馬田墟站至棲鳳渡站下行區間受連日降雨影響發生塌方，T179次列車於11:40運行至該區段時撞上塌方體，導致機後第一節發電車起火，第二至六節車廂脫線傾覆。事故造成1人死亡、4人重傷、123人輕傷。
- 4月10日，下午1點13分，台灣鐵路管理局3198次區間車（編組EMU857+858），在行經新左營=楠梓間的屏山巷平交道時，撞上卡在平交道上的砂石車，列車6~8車出軌，造成3198次司機員與車上3名乘客輕重傷；第8車45ED858車頭全毀、第7車50EMA858車體嚴重受損[67]。
- 8月12日，阿貝里奧蘇格蘭鐵路一輛InterCity 125型列車於蘇格蘭阿伯丁郡斯冬希文出軌，並導致機車起火。事故造成至少3人死亡。

#### 2021年
- 4月2日，台灣鐵路管理局一列由樹林車站開往臺東車站的408車次太魯閣號列車，行經花蓮縣秀林鄉和仁車站至崇德車站間，與滑落邊坡侵入路線的工程車碰撞出軌後衝入隧道中且擦撞隧道壁，並經最後以DNA確認比對結果為49人死213人受傷。本事故也成為台灣40年來最嚴重事故[68]。
- 5月24日，東八區標準時間2045時，位於馬來西亞吉隆坡的格拉那再也綫中，一列序號81的龐巴迪Innovia Metro型的列車在城中城站停靠了約10分鐘后，從城中城站往終點站布特拉高原站的方向行駛，並前往甘榜峇魯站，在離開大約10秒鐘后，與一列序號40號的相同型列車正面碰撞。截止2021年5月24日，列車上的213名乘客全數受傷，其中47人受重傷，166人蒙受輕傷，目前起因仍在調查中[69][70]。
- 6月4日，甘肅省金昌市蘭新線K361+401公里處，施工作業人員侵入上行線路，事故导致了9人死亡[71]。
- 6月7日，巴基斯坦发生列车发生相撞事故，造成65人死亡，150人受伤[72]。
- 12月2日，港鐵港島綫一列列車於傍晚駛進銅鑼灣港鐵站時發生車門飛脫事故。[73]

#### 2022年
- 6月4日，貴陽北至廣州南的D2809次旅客列車行駛在貴廣線榕江站進站前的月寨隧道口時，撞上突發溜坍侵入線路的泥石流，導致7號、8號車發生脫線，造成1名司機死亡、1名列車員與7名旅客受傷，榕江縣人民醫院稱一共接收了12位受傷的乘客。另外，還有兩位乘客在ICU進行搶救。[74]
- 11月13日，港鐵亦發生一起列車車門飛脱事故，一列荃灣綫列車駛進油麻地港鐵站往中環方向時，因出軌而使車廂與月台碰撞，致使至少四扇車門飛脫。[73]
- 11月14日，維州緊急救援服務局（SES）證實，週一早上5點30分左右，火車行駛到因弗利（Inverleigh）和蓋林哈（Gheringhap）之間的路段時，有8到10節車廂脫軌，在墨爾本西南部 Hamilton 高速公路上脫軌，這裡大約位於吉郎（Geelong）市西部30公里。車上沒有危險品，也沒有人在事故中受傷。澳洲鐵路軌道公司（ARCT）發言人表示，該公司正在調查這次事故，墨爾本至阿德雷德的鐵路被關閉，受影響的客戶已經獲得通知[75]
- 12月5日，港鐵發生一起列車6至7卡接駁位故障，一列將軍澳綫列車由康城站前往將軍澳站駛進往北角方向時，因列車第6及7卡之間接駁位發生故障，令安全防護裝置啟動停駛。[76]
- 12月18日，中國與印尼合作興建的工程建設，印尼高速鐵路（High-speed railway in Indonesia，HSR，也稱雅萬高鐵），在18日試車期間，工程列車發生出軌意外，造成技術人員2死5重傷的慘劇，負責建設雅萬高鐵的印尼中國高鐵公司（Kereta Cepat Indonesia China，KCIC）執行長德威亞納（Dwiyana Slamet Riyadi）表示，死者為高鐵技術員，皆為中國公民。[77]事發於周日下午5時左右，西萬隆縣（West Bandung Regency）百打拉冷鄉（Padalarang）[78]

#### 2023年
- 6月2日，印度奧里薩發生列車相撞事故，至少207死逾1000傷。[79]

## 外部連結
- NTSB Publications（页面存档备份，存于） – The 美国 國家運輸安全委員會 official reports of transportation accidents.
- RSSB Publications – UK Rail Safety and Standards Board